# Mario Zanni
Mario Zanni (Rimini, 29 novembre 1916 – ...) è stato un calciatore italiano, di ruolo difensore.

## Carriera
Difensore, si è fatto notare notare anche per le sue capacità realizzative, tanto da segnare una rete in Serie A, il 16 aprile 1939 in Napoli-Genoa 2-0, in un'epoca in cui ai giocatori di quel reparto era sconsigliato superare la propria metà campo, gol seguito da altri 6 in Serie B.
Cresciuto nel Napoli, vi ha debuttato il 16 maggio 1937 nella sconfitta casalinga contro la Sampierdarenese per 2-0, in una stagione rivelatasi deludente dei partenopei che cedettero Zanni proprio ai genovesi, nel frattempo diventati Liguria, che terminarono il campionato all'undicesimo posto. L'anno successivo fu di nuovo nel capoluogo campano, venendo confermato pure per la stagione 1939-1940, al termine della quale chiude la sua attività ad alto livello con due campionati di Serie B, prima al Liguria e l'anno successivo al Savona, squadra con cui ha concluso nel dopoguerra la carriera.
Ha disputato in totale 10 partite in sette stagioni di massima divisione.

## Palmarès

### Club

#### Competizioni nazionali
- Serie B: 1

Liguria: 1940-1941